# 고도 호알르
고도 호알르(베트남어: Cố đô Hoa Lư / 古都華閭)는 10세기와 11세기 베트남 왕조의 수도였다. 현재 그 유적은 닌빈성 호알르시, 쯔엉옌트엉 마을에 위치하고 있다. 이 지역은 석회암산을 깍은 전답 중 하나이며 하노이에서 약 90km 남쪽에 있다. 팟지엠 성당, 땀꼭-빅동, 바이딘사, 짱안과 함께, 꾹프엉 국립공원, 호알르는 닌빈성에서 대표적인 관광 목적지이다.
중국에서 수년 간의 내전이 일어나자, 10세기 후반, 968년에 지방의 호족 세력인 딘보린(사후 딘띠엔황 또는 초대 딘 황제)은 남한 왕조로부터 격렬한 독립운동을 벌였다. 이후 호알르는 그에 의해 세워진 대월의 수도이자 경제, 정치 및 문화 중심지였다. 호알르는 베트남 최초의 두 왕조의 본거지였다. 딘띠엔황이 딘 왕조을 세웠고, 레다이한이 전레 왕조를 건국했다. 레 왕조가 멸망한 후, 1010년 리 왕조의 시조였던 이공온이 탕롱(지금의 하노이)으로 수도를 옮겼고, 호알루는 ‘고대 수도’로 알려지게 되었다.
호알르는 내외부 성채를 모두 포함하여 3km의 면적을 가지고 있다. 여기에는 토성 방벽, 궁전, 사원 및 절이 포함되었으며 석회암산으로 둘러싸여 보호를 받았다. 오늘날 고대 성채는 더 이상 존재하지 않으며 10세기의 흔적만 남아 있다. 방문객들은 황제 딘띠엔황과 레다이한 (아들), 그리고 즈엉반응아(딘띠엔황과 먼저 결혼하고, 이후 레다이한)와 결혼한 사원을 볼 수 있다. 딘띠엔황의 무덤은 마옌산 근처에 있으며 레다이한의 무덤은 산기슭에 있다.